# Arnold Spuler
Arnold Spuler, född den 1 juni 1869 i Durmersheim, död den 15 mars 1937 i Aidenried, var en tysk läkare, entomolog och politiker.
Efter första världskriget gick han med i Tysknationella folkpartiet och var ledamot av Bayerns parlament mellan 1920 och 1924 samt Weimarrepublikens riksdag mellan december 1924 och maj 1928. Spuler skrev avhandlingar om anatomi, ontogeni, biologi och zoologi samt böcker om fjärilar. Hans flervolymsverk Die Schmetterlinge Europas (Europas fjärilar) var under årtionden standard i studierna om fjärilar. 
Auktorsnamnet Arnold Spuler kan användas för Arnold Spuler i samband med ett vetenskapligt namn inom zoologin; se Wikipedia-artiklar som länkar till auktorsnamnet.